# ViewSonic
ViewSonic Corporation — американский производитель и поставщик компьютерной техники, специализирующийся в области жидкокристаллических мониторов, проекторов, плазменных дисплеев, технологии HDTV и мобильных устройств.
Ежегодный оборот компании превышает миллиард долларов США. Штаб-квартира расположена в городе Волнат, США.

## История
Компания была первоначально основана как Keypoint Technology Corporation в 1987 году. В 1990 была запущена линия цветных компьютерных мониторов, и вскоре после этого компания была переименована и получила своё нынешнее название. Основатель и CEO ViewSonic — Джеймс Чу.

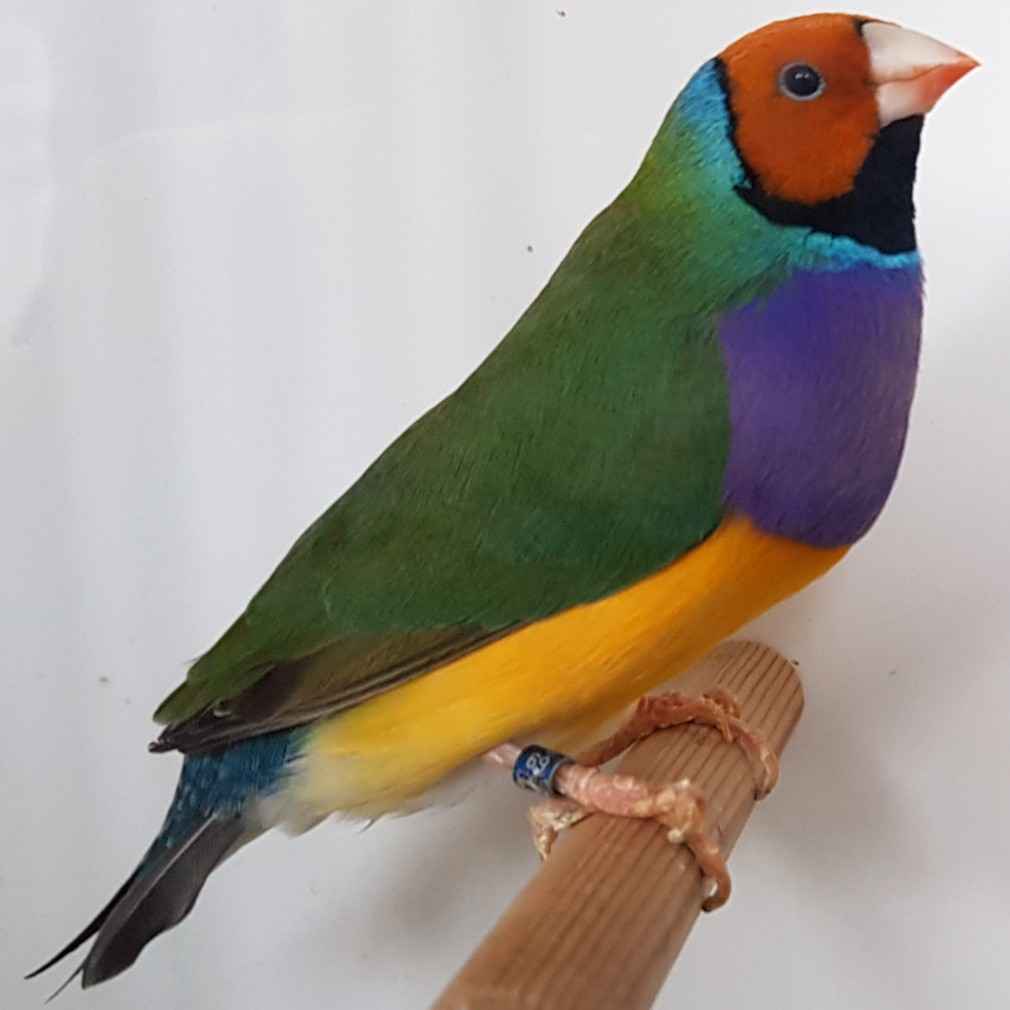
Гульдова амадина

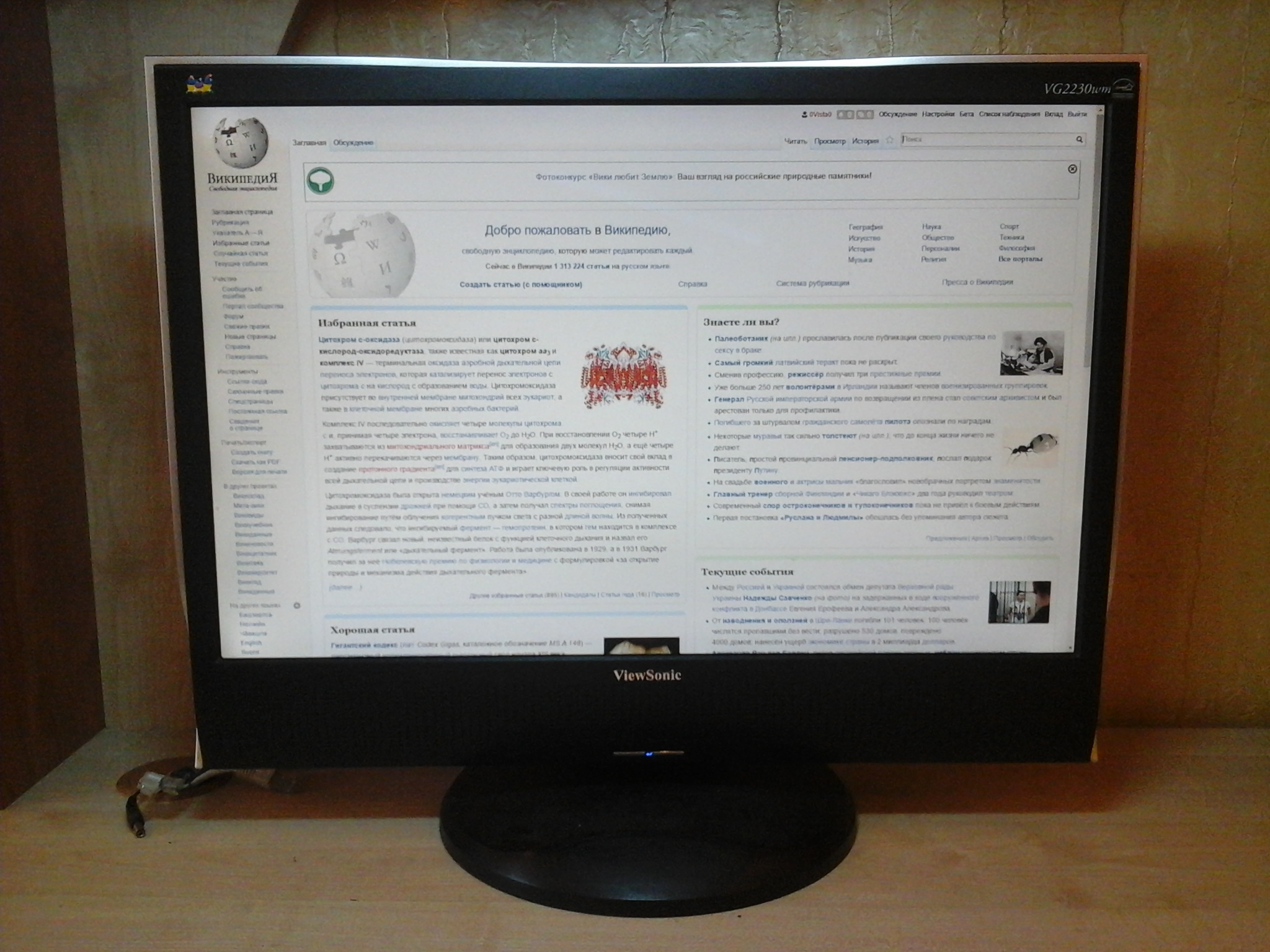
Монитор ViewSonic VG2230wm.

На логотипе ViewSonic изображены гульдовы амадины, красочные птицы родом из Австралии.
В середине 90-х компания стала одним из крупнейших производителей ЭЛТ мониторов в мире наряду с такими марками как Sony Trinitron, NEC, MAG Innovision и Panasonic. К концу тысячелетия ViewSonic стала крупнейшим производителем дисплеев в Америке и Японии.
В 2000 году компания приобрела у Nokia подразделение по производству дисплеев.
В 2005 году ViewSonic и Tatung выиграли в патентном споре о заднем креплении экрана в мобильных компьютерах, поданном против них в Великобритании LG Philips Display (U.K. Patent GB2346464B, озаглавлен «portable computer»).

## Продукция
В 1998 году ViewSonic объявил о том, что два монитора из серии Professional получили сертификат соответствия стандарту TCO '99.
В 2000 году компания в сотрудничестве с AT&T предложила линейку веб-устройств с интегрированной службой AT&T WorldNet, рассчитанную в основном на корпоративных клиентов, с тем, чтобы предложить интернет-устройства, связанные с AT&T Службой WorldNet. Устройства были способны работать практически с любой операционной системой включая Windows CE, Linux, QNX и VxWorks.
В 2002 году компания анонсировала выпуск 22,2-дюймового монитора с разрешением 3840 x 2400 WQUXGA.
В 2007 году на выставке Consumer Electronics Show компания представила линейку продуктов, состоящую из видеопроекторов, мониторов и телевизоров, способных напрямую подключаться к плееру iPod для воспроизведения видео.
На 2011 год компания имела 4 линейки ЖК-мониторов: VA — бюджетная серия, VG — мультимедийная серия, VX — серия мониторов для компьютерных игр и VP — серия мониторов для профессионалов. Индекс серии всегда ставится в начале названия модели перед размером диагонали монитора.
31 мая 2011 года на выставке Computex в Тайбэе был представлен новый планшетный компьютер компании ViewPad 7x под управлением операционной системы Android 2.2.
В 2012 году компания решила пойти в ногу со временем, выпустив энергосберегающий монитор, модель ViewSonic VX2460H-LED. При диагонали 23.6 дюймов, мощность монитора составляет всего 40 Вт, что делает его экологичным.
6 декабря 2022 года компания представила свой первый портативный OLED монитор ColorPro VP16-OLED.